# Parafia Najświętszego Serca Pana Jezusa w Kątach Opolskich
Parafia Najświętszego Serca Pana Jezusa – rzymskokatolicka parafia położona przy ulicy Kościelnej 25 w Kątach Opolskich. Parafia należy do dekanatu Kamień Śląski w diecezji opolskiej.

## Historia parafii
Parafia została erygowana jako lokalia w dekanacie Prószków w 1925 roku, poprzez wydzielenie jej z parafii św. Jana Chrzciciela w Zimnicach Wielkich.

## Zasięg parafii
Na terenie parafii zamieszkuje 1140 mieszkańców, zasięgiem duszpasterskim obejmuje ona miejscowości:
- Kąty Opolskie,
- Chorula.

### Inne kościoły, kaplice i domy zakonne
- Kościół Trójcy Świętej w Choruli – kościół filialny.

### Szkoły i przedszkola
- Publiczna Szkoła Podstawowa w Kątach Opolskich,
- Publiczne Przedszkole w Kątach Opolskich,
- Publiczne Przedszkole w Choruli.

## Duszpasterze

### Proboszczowie po 1945 roku
- ks. Józef Block,
- ks. Alojzy Jański,
- ks. Gerard Sobotta,
- ks. Franciszek Paszek,
- ks. Krzysztof Piotr Pagór
- ks. Mariusz Drygier[1]